# Frieda Dänzer
Frieda Dänzer, coniugata Brunner (Adelboden, 16 novembre 1930 – Gersau, 21 gennaio 2015), è stata una sciatrice alpina svizzera.

## Palmarès

### Olimpiadi invernali
- Argento a Cortina d'Ampezzo 1956 nella discesa libera.

### Mondiali
- Oro a Bad Gastein 1958 nella combinata alpina.
- Argento a Cortina d'Ampezzo 1956 nella combinata alpina.
- Argento a Bad Gastein 1958 nella discesa libera.
- Bronzo a Bad Gastein 1958 nello slalom gigante.